# Regimiento de Cazadores «Castillejos» n.º 18 de caballería
El Regimiento de Cazadores «Castillejos» fue un regimiento de caballería del Ejército de Tierra español creado en 1869. Su nombre fue heredado por la Brigada de Caballería «Castillejos» II hasta 2016, y a partir de entonces por la División «Castillejos».

## Historia
Fue creado el 9 de enero de 1869 en recuerdo de la batalla ocurrida el 1 de enero de 1860 en las proximidades de Ceuta. Se estableció en Alcalá de Henares, hasta el 21 de octubre cuando se traslada a la plaza de Zaragoza. Posteriormente cambiará su denominación a Regimiento de Caballería n.º 18.
En 1931 se fusiona con el Regimiento de Lanceros del Rey n.º 1, formando el Regimiento de Cazadores de Caballería n.º 1. En 1935 recupera el nombre de Castillejos. En 1936 pasó a ser el 9.º de Caballería; en 1940, Regimiento de Caballería n.º 15 y, en 1943, Regimiento de Caballería de Dragones de Castillejos n.º 10.
Durante 1960, a causa de otro cambio de entidad y denominación, se transforma en la Brigada Blindada Castillejos n.º 3 y más tarde en Grupo Ligero de Caballería Castillejos V.

## Uniforme de época
Tal como figura en la Memoria sobre la Organización y Estado del Ejército en 1.º de enero de 1860, los cazadores llevaban chacó (con funda de hule negro en campaña), dolmán azul celeste, cuello y franja en azul celeste, cuello y franja en pico sobre las bocamangas de paño encarnado, con cordonadura negra y pantalón encarnado con franjas azules, distinguiéndose cada regimiento por el numeral del cuello en metal y plateado.
Su armamento era sable semirrecto modelo de 1840 y carabina rayada modelo 1855.